# Allgemeine Homosexuelle Arbeitsgemeinschaft

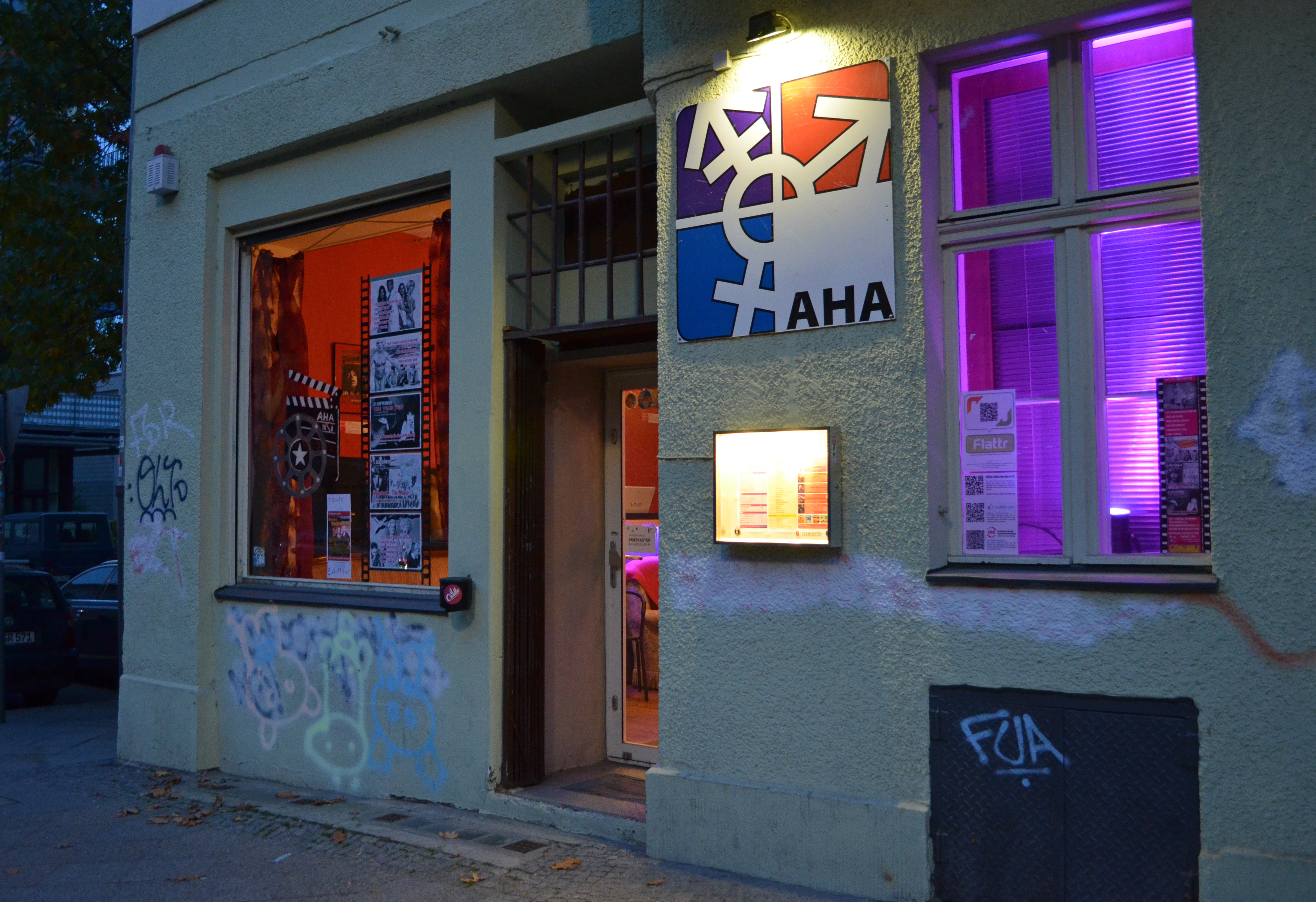
Die Räume der AHA in der Berliner Monumentenstraße

Die Allgemeine Homosexuelle Arbeitsgemeinschaft e. V. (kurz AHA-Berlin e. V., umgangssprachlich auch AHA) wurde am 19. März 1974 in West-Berlin gegründet und ist damit sowohl die zweitälteste Berliner schwule Gruppierung der Zweiten Deutschen Schwulenbewegung als auch der am zweitlängsten bestehende schwule Verein der modernen deutschen Schwulenbewegung. Sie wurde von ehemaligen Mitgliedern der IHWO (International Homosexual World Organisation), einer Organisation aus der klassischen Homophilenbewegung, als Gegenpol zur eher links-politisch und sozialistisch orientierten Homosexuellen Aktion Westberlin (HAW) gegründet und ist seither in einer der Hochburgen der lesbischen und schwulen Szene aktiv.

## Bedeutung

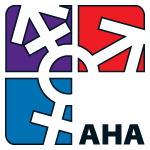
Das aktuelle Logo der AHA

Die AHA nimmt Modellcharakter für die frühen selbstorganisierten Schwulenzentren im deutschsprachigen Raum ein und ist bis heute die einzige Organisation dieser Art, die ihre Existenz ohne staatliche Fördergelder aufbauen konnte. Des Weiteren trug sie maßgeblich dazu bei, die Lesben- und Schwulenbewegung in ihrer Anfangszeit auf eine breite Basis zu stellen und hat seit ihrer Gründung eine wichtige Katalysatorfunktion für die Entstehung neuer Organisationen.

## Geschichte

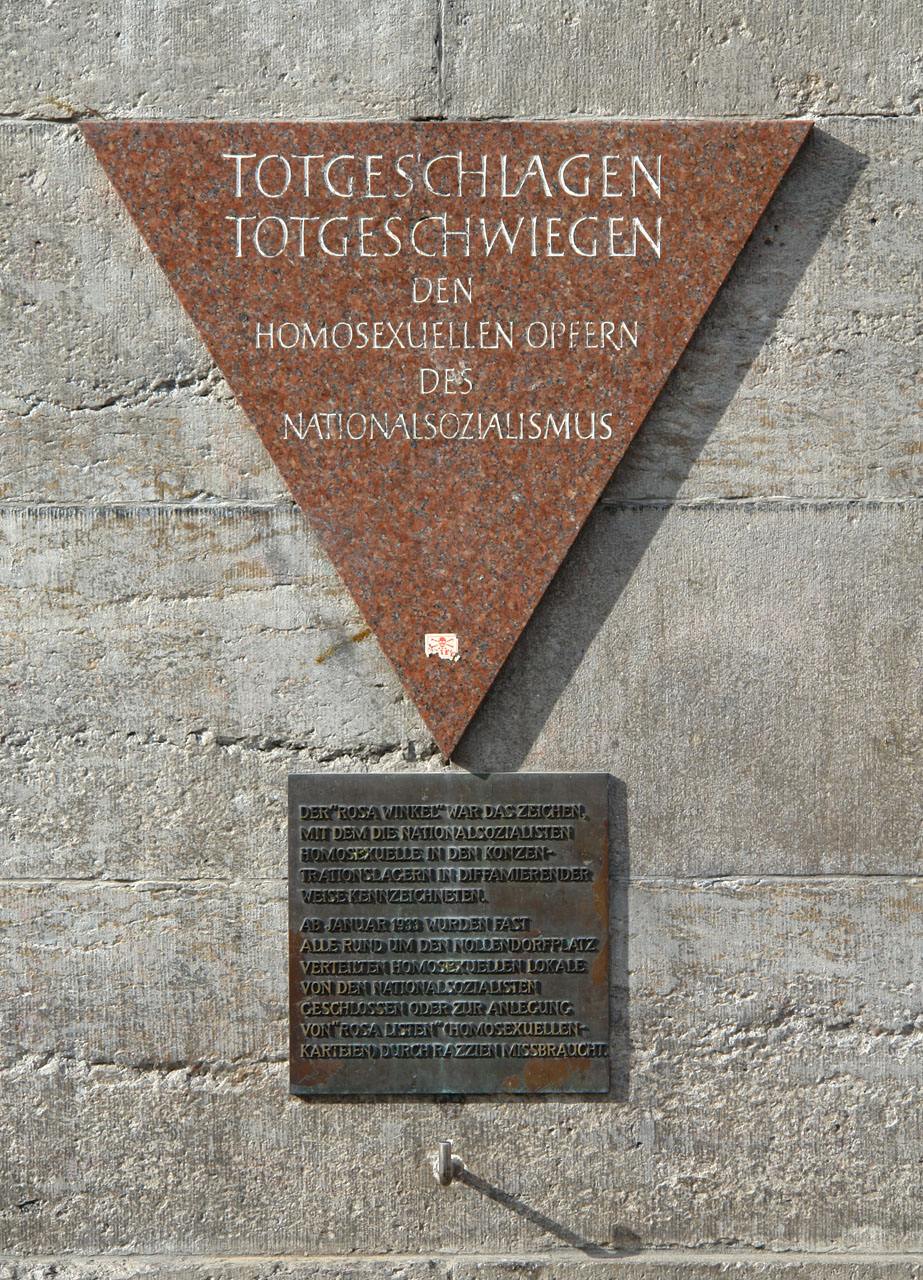
Gedenkstein Homosexuelle Opfer des Nationalsozialismus am Nollendorfplatz

1974–1984: Die Motivation für ihre Gründung war die – für viele – zu große Nähe zu kommunistischen oder SEW-nahen Positionen, die der HAW unterstellt wurde. Gerade im ersten Jahrzehnt ihres Bestehens sprach die AHA im Gegensatz zur HAW eine breitere Basis an. Durch Flugblattaktionen, Mitorganisation des Berliner CSD und durch andere öffentliche Aktionen trug sie in dieser Zeit wesentlich zur gesellschaftlichen Akzeptanz der schwulen Minderheit in Berlin bei. Die AHA vertrat auch gemäßigte Positionen beim berüchtigten Tuntenstreit, der bei einer von der AHA mit initiierten Diskussionsveranstaltung Parteien auf dem Prüfstand zum Thema schwuler Wahlprüfsteine 1980 in der Bonner Beethovenhalle eskalierte.
In den frühen Jahren bildeten sich aus dem direkten Umkreis der AHA die ersten Gruppen, die in gesellschaftliche Großorganisationen hineinwirken wollten. So entstanden zum Beispiel die Ökumenische Arbeitsgruppe Homosexuelle und Kirche (HuK) (am 11. Juni 1977 im damaligen AHA-Zentrum in der Suarezstraße) und die schwule Lehrergruppe in der Gewerkschaft Erziehung und Wissenschaft, die beide in ihrer Anfangszeit die AHA auch noch als Treffpunkt nutzten. Ebenso verhielt es sich mit der Gruppe Schwule Juristen, die sich um Jörg Bressau in der AHA bildete und die 1979 den ersten Entwurf eines Antidiskriminierungsgesetzes formulierte und herausgab. Die schwulen Juristen in der aha taten den ersten juristischen Schritt, der von der schwulen Bürgerrechtsbewegung bis zur Ehe für alle führen sollte. Außerdem bildeten sich schwule Wohngemeinschaften, die teilweise jahrzehntelang Bestand hatten.
Als eine der zentralen Organisationen der zweiten deutschen Schwulenbewegung war die AHA 1982 mit über 200 Mitgliedern auch der größte schwule Verein Deutschlands. Die seit 1977 erschienene (zunächst nur vereinsinterne) Zeitschrift AHA-Info wurde ab 1979 monatlich herausgegeben und sowohl überregional als auch international bezogen und archiviert.
In den 1980er Jahren beherbergte die AHA auch eine Lobbygruppe für Pädophile. Die „Arbeitsgruppe Pädophilie“ machte sich für vor Gericht stehende Pädophile stark und veröffentlichte entsprechendes Gedankengut in Zeitschriften.

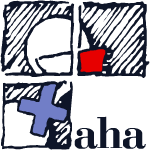
Das Logo der AHA (1992–2007)

1984–1994: 1985 bot die AHA die erste schwule Jugendgruppe in Berlin an, seit 1989 findet dort außerdem jährlich das überregionale Jugendtreffen Warmer Winter statt. Aus den diversen Gruppenangeboten der AHA gingen auch in diesen Jahren immer wieder eigenständige Vereinsgründungen hervor, so unter anderem der schwule Sportverein Vorspiel SSL e. V. Während dieser Zeit hatte sie sich auch vom bürgerlich-liberalen Verein zu einer links-alternativen Gruppierung gewandelt, die nun zunehmend auch teilweise die Rolle der HAW übernahm, aus der mittlerweile das SchwuZ mit einer starken Ausrichtung als Veranstaltungsort hervorgegangen war.
Zeitweise beherbergte die AHA, als sie noch im West-Berliner Teil der Friedrichstraße in Kreuzberg residierte, auch das Treffen Berliner Schwulengruppen (TBS). In dessen Rahmen wurden (in den Räumen der AHA) bis in die 90er-Jahre die Christopher-Street-Days (CSD) vorbereitet, sowie – auf Anregung der AHA hin – 1984 die Zeitschrift Siegessäule gegründet. Mit dem Erscheinen der Siegessäule wurde das AHA-Info eingestellt. In der Friedrichstraße stellte die AHA von 1985 bis 1989 auch dem neu gegründeten Schwulen Museum die ersten Ausstellungs- und Archivräume zur Verfügung. Zusammen mit der HuK Berlin ist die AHA außerdem Initiatorin des 1989 am Nollendorfplatz eingerichteten Gedenksteins in Form eines Rosa Winkel für die Opfer der Homosexuellenverfolgung während des Nationalsozialismus.
Ebenfalls 1989 zog die AHA an den Mehringdamm 61 um und legte so den Grundstein für den schwulen Kiez am Mehringdamm. Dieser entstand dort in den folgenden Jahren, nachdem ihr das Schwule Museum (ebenfalls 1989) und das SchwuZ (1995) an die gleiche Adresse gefolgt waren. Im Laufe der Jahre siedelten sich in der unmittelbaren Nachbarschaft außerdem eine zunehmende Zahl von Cafés, Bars und anderen Gewerbebetrieben aus der schwulen Szene an, die heute das Bild des Kiezes abrunden.

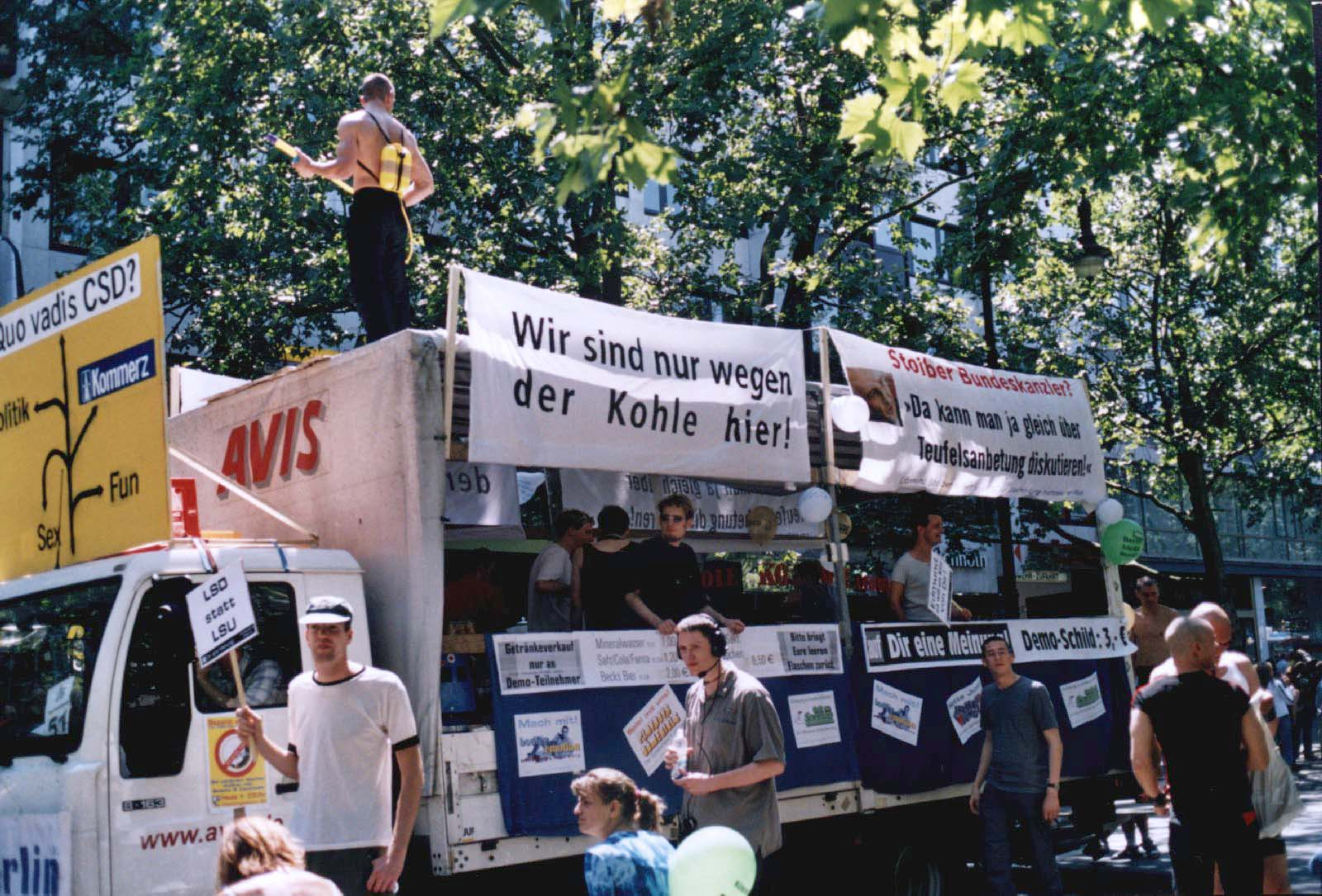
Der Wagen der AHA auf dem Berliner CSD 2002

1994–2008: Mitte 1990er-Jahre organisierte die AHA mit dem ersten Alternativen CSD den Vorläufer des heutigen Kreuzberger bzw. Transgenialen CSD und gehörte in der Folgezeit zu den Kritikern der zunehmenden Kommerzialisierung des „großen“ CSD. Mitte der 1990er-Jahre hat sich die AHA von einem rein schwulen zu einem lesbisch-schwulen Projekt emanzipiert.

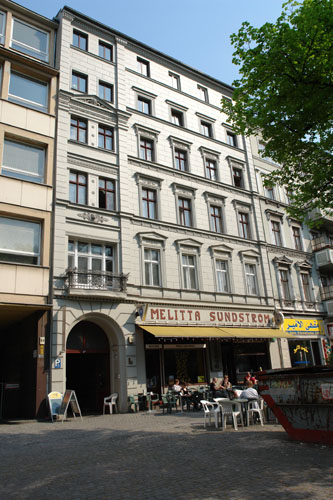
Der sogenannte Homo-Hof am Mehringdamm 61, welcher von 1989 bis 2008 auch die AHA beherbergte

Seit den 1990er-Jahren hat die AHA auch eine zunehmende Bedeutung als Kulturveranstaltungsort sowohl innerhalb der Berliner Tunten- und Transgender-Subkultur als auch darüber hinaus gewonnen.
2008–2010: Infolge der Arbeit eines im März 2008 gewählten neuen Vereinsvorstands stand die AHA im November 2008 plötzlich am Rand der Zahlungsunfähigkeit, nachdem in den Vorjahren die Vereinskasse stets gut gefüllt gewesen war. Kritische Meinungen, die von einer feindlichen Übernahme bestimmter politischer Kreise und vorsätzlichen Trieb des Vereins in den Ruin oder persönlicher Vorteilsnahme des zwischenzeitlichen Vorstandes sprachen, konnten nie bewiesen werden. Daraufhin wurde der Vorstand am 16. Dezember 2008 mit 2/3-Mehrheit abgewählt. Unabhängig davon verfügte das Wirtschafts- und Ordnungsamt Friedrichshain-Kreuzberg im November zudem die Schließung der Vereinsräume aufgrund einer anonymen Anzeige, da keine Genehmigung zur Verwendung als Schank- und Speisebetrieb vorlag. Der Vermieter kündigte den Mietvertrag der AHA fristlos, woraufhin der Verein die Räume am Mehringdamm zum 31. Dezember 2008 verlassen hat. Vereinsbesprechungen sowie einzelne Gruppen und Veranstaltungen fanden über knapp zwei Jahre an wechselnden Orten statt. Vielfach wurde die Zukunft der AHA in dieser Zeit ohne eigene Räume äußerst pessimistisch eingeschätzt.

## Die AHA heute
Seit September 2010 verfügt der Verein über neue Räumlichkeiten in der Monumentenstraße 13 in Berlin-Schöneberg. Hier wurde in der Woche des Gründungstages am 19. März 2024 mit einer Vielzahl von Veranstaltungen das 50-jährige Bestehen gefeiert. Dort findet wieder ein breites Spektrum an Veranstaltungen in der AHA statt, das unter anderem Jugendgruppen, Kultur- und Kleinkunstveranstaltungen, Partyveranstaltungen und Workshops umfasst. Darüber hinaus wurden in der Vergangenheit auch Coming-out- und Counseling-Gruppen sowie Organisations- und Vorbereitungskomitees für Festveranstaltungen (in der Vergangenheit auch für den Berliner CSD) angeboten. Zusätzlich zu seinen eigenen Veranstaltungen und Gruppen überlässt der Verein seine Räume auch anderen Gruppen in der queeren Szene sowohl an einzelnen Terminen als auch für regelmäßige Veranstaltungen. Dazu zählen beispielsweise Kooperationen mit dem Transgenderprojekt Wigstöckel, der Dragking-Gruppe Kingz of Berlin, dem Verein TrIQ (TransInterQueer e. V.), den Schwestern der Perpetuellen Indulgenz (S.P.I./OSPI Berlin), dem Jugendverband Lambda Berlin-Brandenburg oder Theaterprojekten. Die AHA unterstützt außerdem aktiv die direkte Arbeit in der HIV-Prävention von Projekten wie den Schwestern der Perpetuellen Indulgenz, mancheck oder dem Projekt Ich weiss was ich tu (IWWIT) der Deutschen AIDS-Hilfe.
Die AHA war in den ersten Jahrzehnten eine zentrale Institution der Berliner Lesben- und Schwulenszene und ist mit dem Bezug der Räume in der Monumentenstraße wieder in der Lage, an diese Rolle anzuknüpfen. Mittlerweile stellt sich der Verein breiter auf und ist trotz des im Namen enthaltenen „homosexuell“ Anlaufpunkt für Menschen aus dem gesamten queeren Spektrum und bietet auch Veranstaltungen und Aktivitäten zum Beispiel zu trans- und intergeschlechtlichen Themen.
Die AHA stellt an sich den Anspruch, nichtkommerziell, basisdemokratisch und politisch engagiert zu sein. Vereinsentscheidungen werden monatlich in einem öffentlichen Plenum getroffen. Sie ist der einzige queere Verein in Berlin, der vollständig auf ehrenamtlicher Basis und ohne finanzielle Unterstützung aus Fördertöpfen arbeitet. Die AHA ist dadurch politisch, inhaltlich und finanziell unabhängig und konnte so bislang (neben ihren eigenen Gruppen und Veranstaltungen) vor allem auch als Plattform für neue Projekte und Interessengruppen eine zentrale Rolle spielen.